# (1439) Vogtia
(1439) Vogtia – planetoida należąca do zewnętrznej części pasa głównego asteroid okrążająca Słońce w ciągu 7 lat i 359 dni w średniej odległości 3,99 au. Została odkryta 11 października 1937 roku w Landessternwarte Heidelberg-Königstuhl w Heidelbergu przez Karla Reinmutha. Nazwa planetoidy pochodzi od Heinricha Vogta (1890-1968), niemieckiego astronoma. Przed nadaniem nazwy planetoida nosiła oznaczenie tymczasowe (1439) 1937 TE.